# Ruellia paniculata
Ruellia paniculata là một loài thực vật có hoa trong họ Ô rô. Loài này được L. miêu tả khoa học đầu tiên năm 1753.

## Hình ảnh

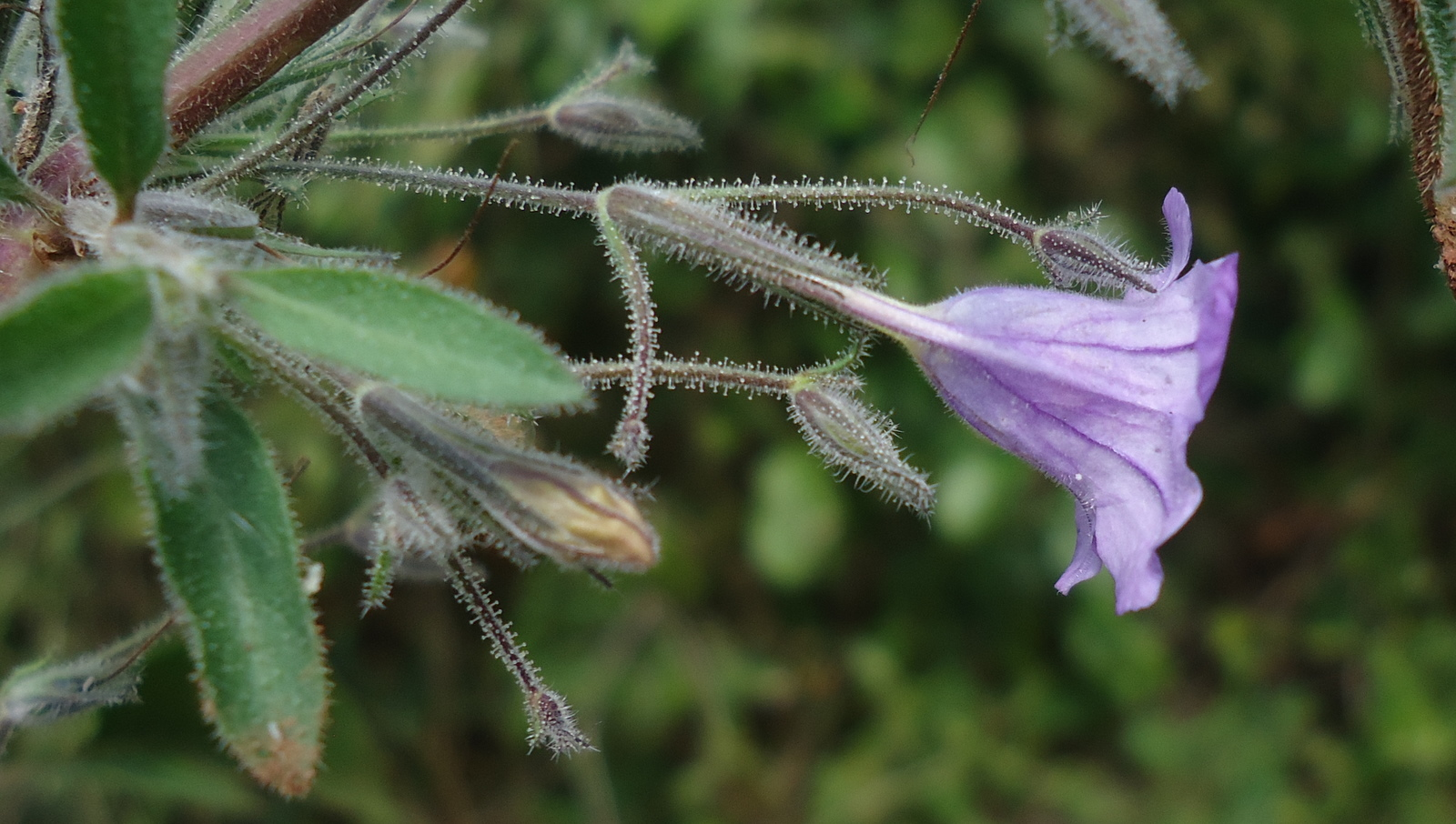
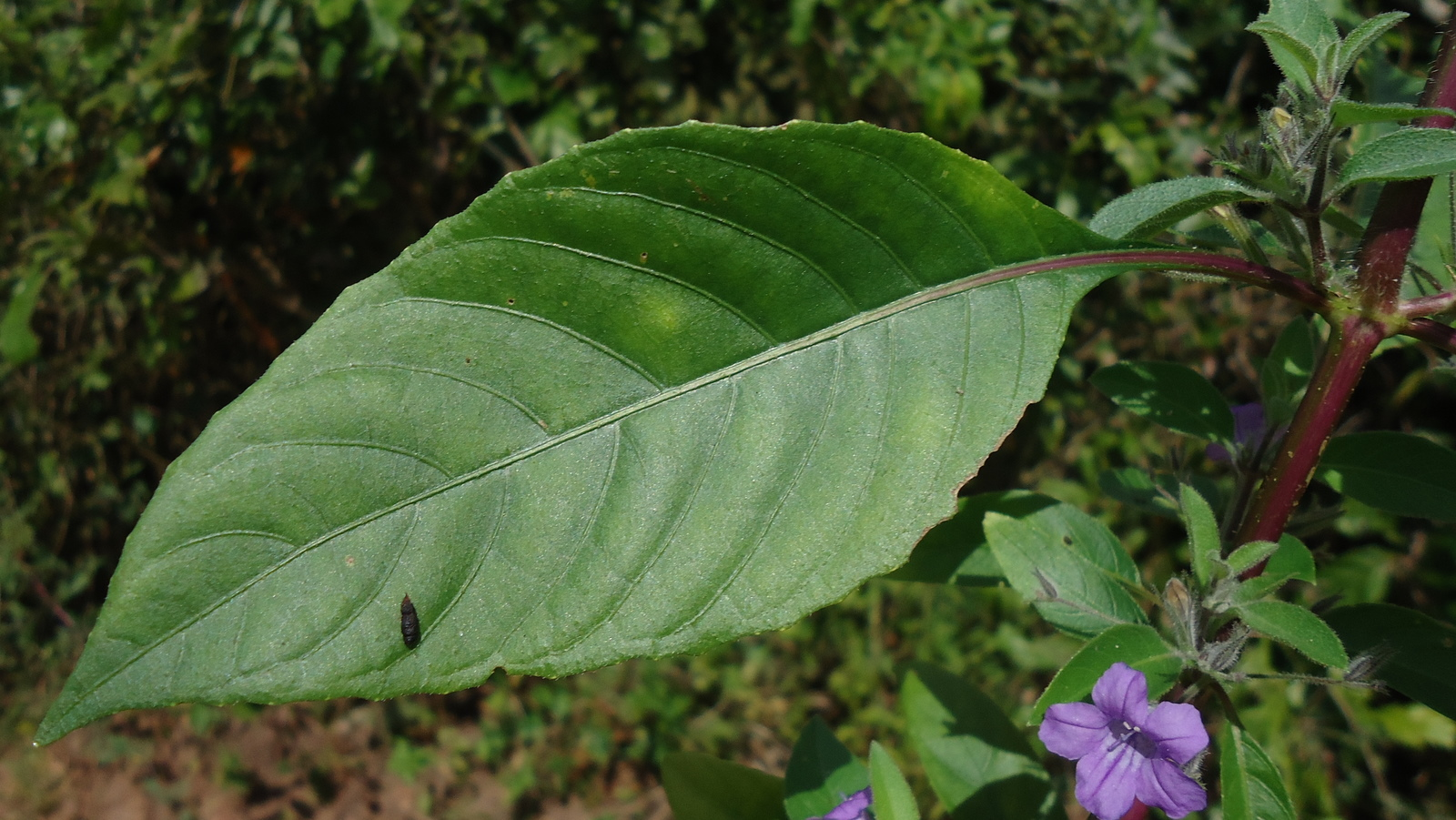
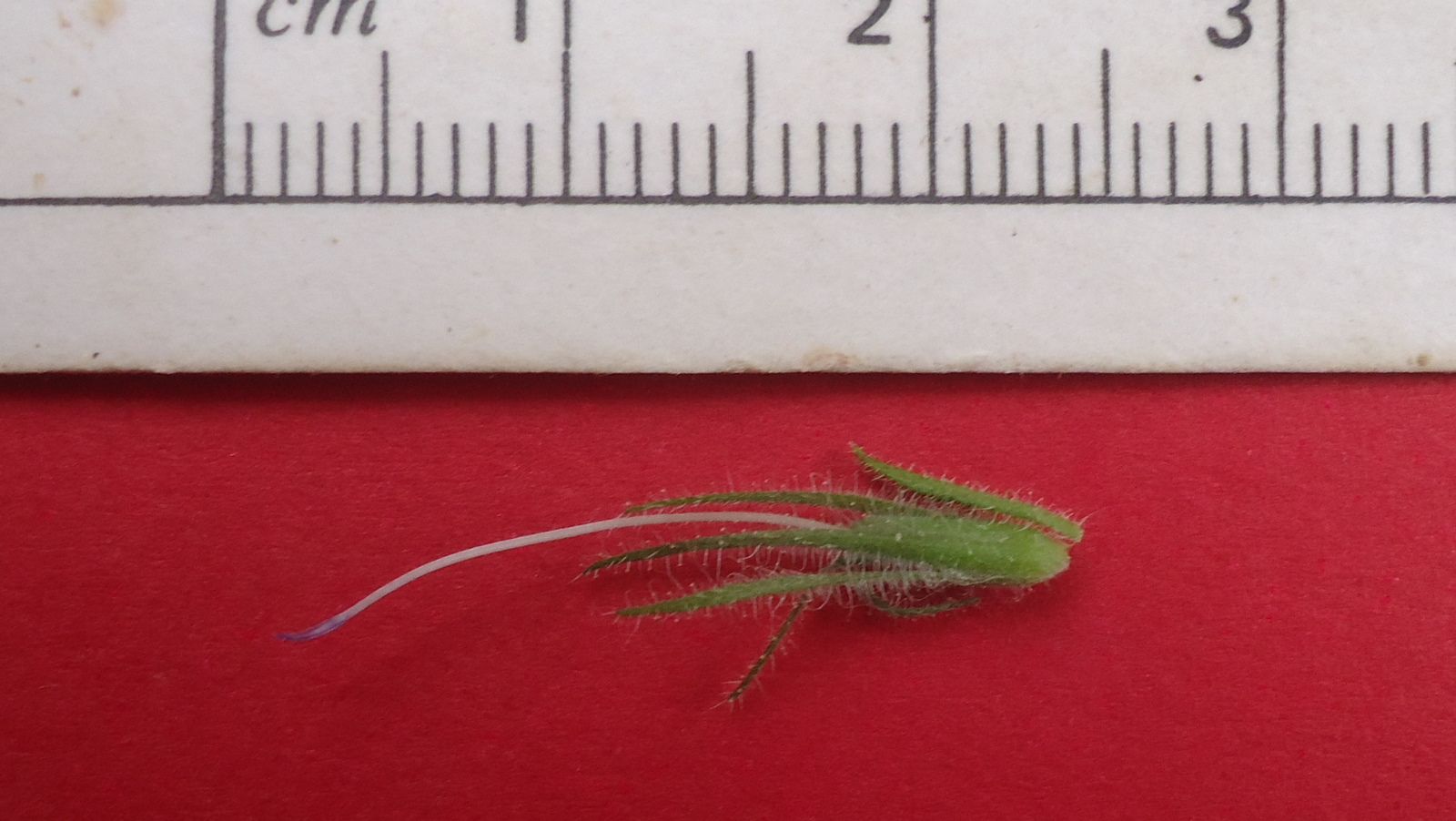
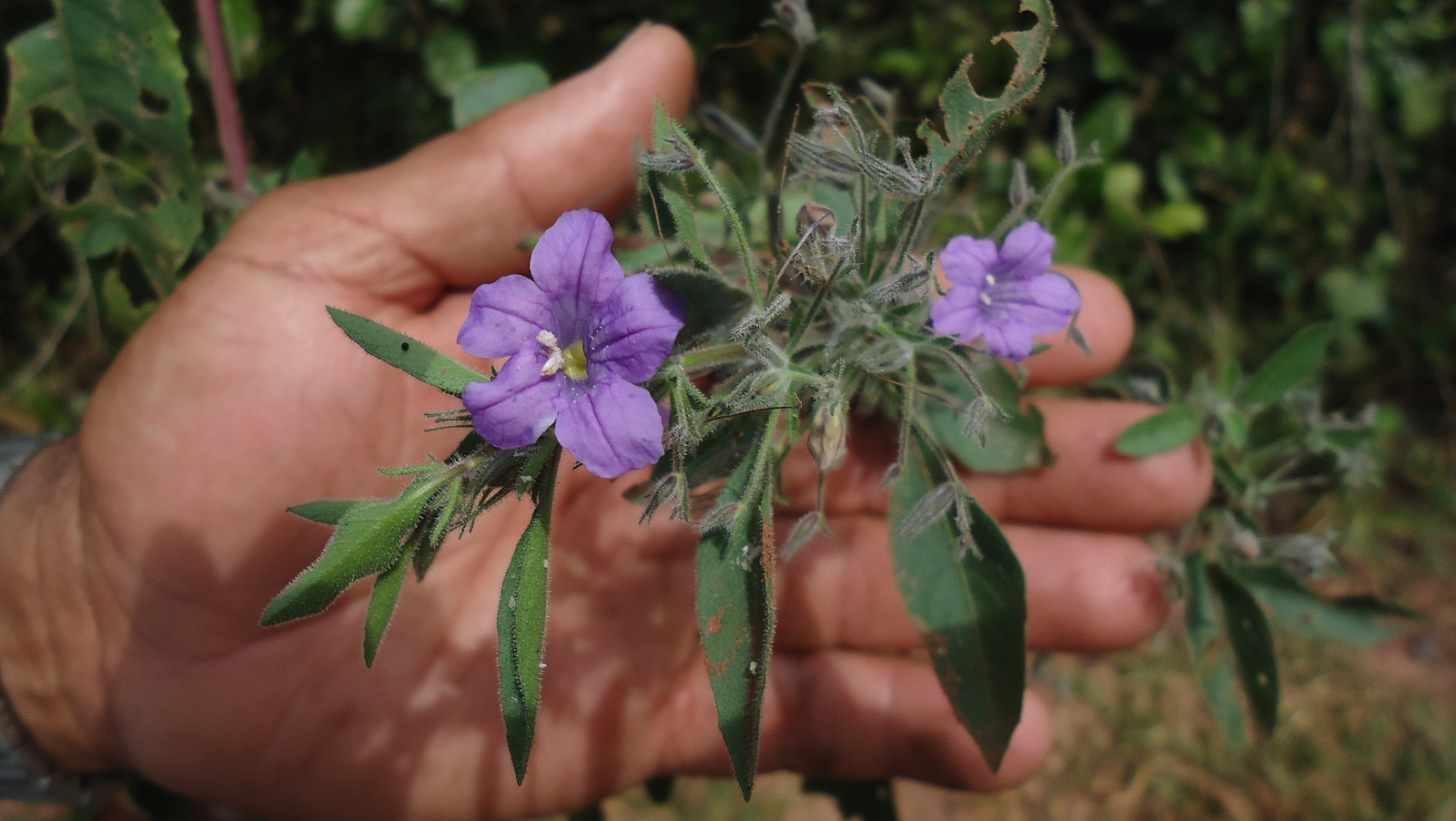